# النادي اللبناني للتنقيب في المغاور
النادي اللبناني للتنقيب في المغاور تأسس في العام 1951، ويعد من أقدم المؤسسات المعنية باستكشاف الكهوف في منطقة الشرق الأوسط.

## الخلفية التاريخية
في عام 1940، اصطحب ليونيل غرّا بعثة فرنسية إلى مغارة جعيتا. كان غورا مهتمًا بالانضباط، ومن عام 1946، تولى قيادة مجموعة من الأصدقاء الذين ذهبوا إلى مغارة جعيتا. تم جمع وثائق حول الانضباط وتم تأسيس الاتصالات مع الهيئات الأجنبية المعنية بالكهوف، وكانت فكرة تشكيل جماعة منظمة قيد التشكل. تأسس النادي اللبناني للتنقيب في المغاور في عام 1951، ولم يُسجّل رسميًا إلا بعد ست سنوات في عام 1957. كان مؤسسو النادي هم الرواد المهتمين بالمغاور ليونيل غرّا وسامي كركابي وريمون خوام وألبرت أنافي. وفي عام 1963، حضر ألبرت أنافي المؤتمر الدولي الأول لعلم الكهوف في باريس ومثل بحضوره النادي اللبناني للتنقيب في المغاور.
زاد عدد المتحمسين لفكرة النادي، ونمت استكشافات النادي في نطاقها. فقد تم اكتشاف واستكشاف العديد من الكهوف، وبدأ المهتمين بالكهوف في إتقان التقنيات الرأسية باستخدام أول سلالم مصنعة للكهوف. وقد اكتشف النادي اللبناني للتنقيب في المغاور عام 1962 «فوار دارا» أعمق حوض في الشرق الأوسط.
أدت أهمية الاكتشافات التي جرت في جعيتا إلى افتتاحها أمام الزوار ككهف سياحي، وتولى سامي كركابي إدارتها. بسبب مساهمة النادي اللبناني للتنقيب في المغاور في الأعمال في جعيتا، تم الاعتراف بالنادي رسميًا في عام 1963. وفي عام 1965، أصبحت النادي الذي تمثل لبنان عضوًا مؤسسًا في الاتحاد الدولي لدراسة المغاور في المؤتمر الدولي الرابع لدراسة المغاور. في هذا الحدث تم انتخاب ألبرت أنافي كأول أمين عام للاتحاد الدولي لدراسة المغاور.
على مر السنين، قام أعضاء النادي اللبناني للتنقيب في المغاور بالعديد من الاكتشافات والدراسات، وحاولوا التعمق بنشاطاتهم تحت الأرض وتطوير المعدات اليدوية. يُطلب من النادي بانتظام تدريب الجيش اللبناني على عمليات إنقاذ الكهوف وعلى تقنية الحبل الواحد. بالإضافة إلى ذلك، يُطلب منهم إجراء دراسات لمختلف المنظمات مثل الهيئات الحكومية والبلديات وحتى الشركات الاستشارية.
يصدر النادي اللبناني للتنقيب في المغاور مجلة «الوطواط»  والتي هي مجلة النادي منذ عام 1955. وتمشياً مع أنشطة النادي، تغطي مجلة الوطواط جميع جوانب علم الكهوف.
كان النادي اللبناني للتنقيب في المغاور أول من بدأ أول تجمع وطني لعلم الكهوف في عام 1996، كما كان المنظم الرئيسي لندوة الشرق الأوسط لعلم الكهوف في عام 2001 والتي نالت شهرة دولية. قام النادي أيضًا بتنظيم MESS2 في عام 2006، والتزم بتنظيم مثل هذا الحدث كل خمس سنوات.

مؤسسي النادي اللبناني للتنقيب في المغاور
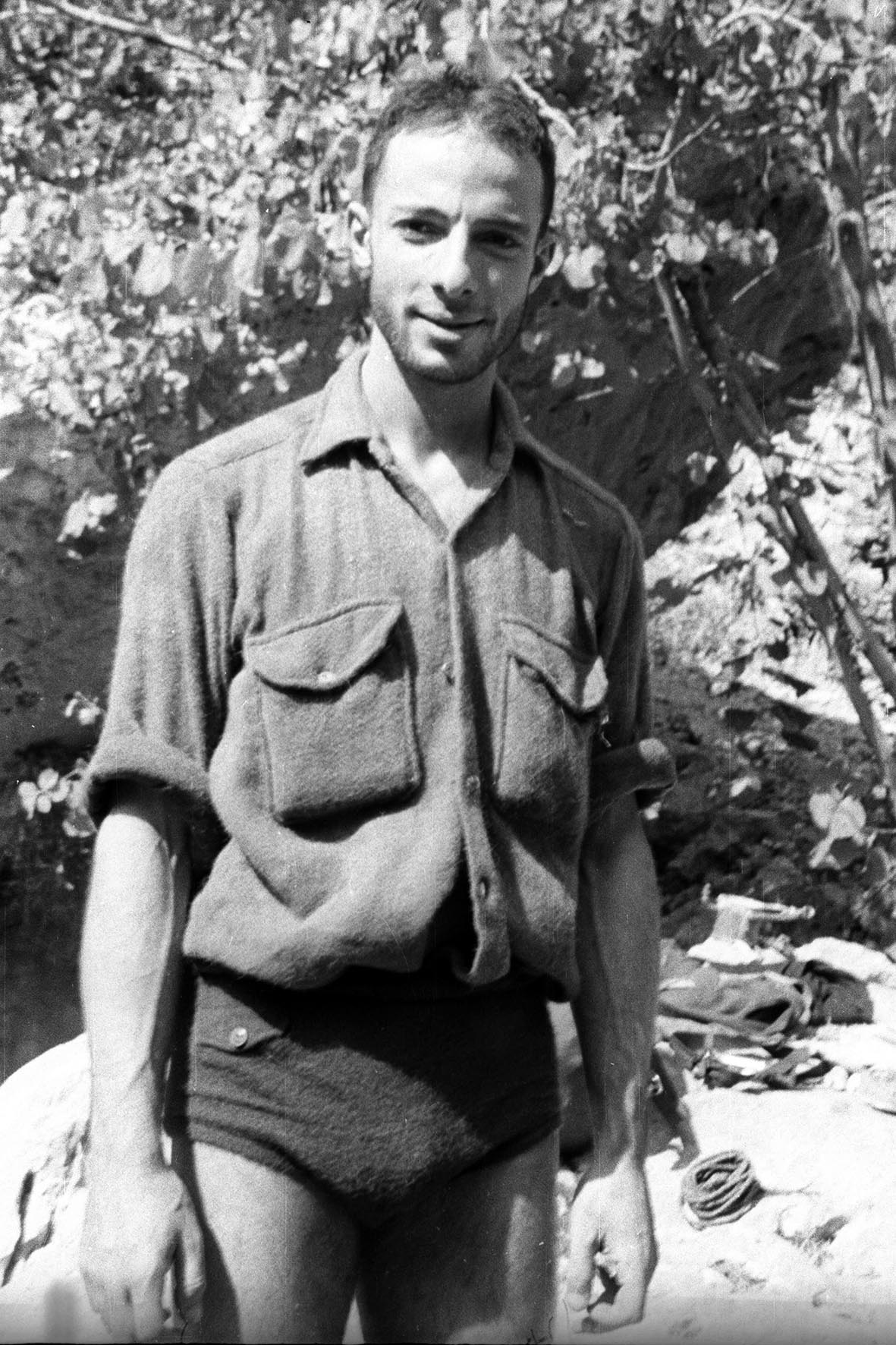
سامي كركابي

## الجوائز والتقدير
حصل النادي على وسام «النادي الذي يعود بالنفع على الشعب» من قبل الحكومة اللبنانية في عام 1963.
بفضل الافتتاح العام للمعارض العلوية في جعيتا والرسم الدقيق الجغرافي الذي سمح لمكتب الموارد المائية بحفر نفق بطول 600 متر وثقب الكهف على مستوى السيفون الطرفي، فقد تم منح النادي  وسام الأرز الوطني برتبة فارس من قبل رئيس الجمهورية في عام 1969.
تم مكافأة التقدم والإنجازات المستمرة التي حققتها النادي رسميًا من خلال منحه وسام الأرز الوطني للمرة الثانية برتبة ضابط.

## خدمة المجتمع
في عام 2007، دعت السلطات النادي اللبناني للتنقيب في المغاور للمساعدة في السيطرة على حريق في دير القمر، وأشادت بأعضائه الذين تحولوا إلى رجال إطفاء قائلةً: «لقد ساعد الشباب رجال الإطفاء الذين لم يتمكنوا من القيام بكل العمل بأنفسهم».

## روابط خارجية
- "Speleo Club du Liban". مؤرشف من الأصل في 2017-09-13. اطلع عليه بتاريخ 2010-07-20.